# Sanne Nijhof
Sanne Nijhof (Den Ham, 20 oktober 1987) is een Nederlands model.

## Ontdekking
Nijhof won in 2006 de eerste serie van Holland's Next Top Model, de hoofdprijs was een contract met Max Models ter waarde van 50 000 euro en een coverfoto voor het tijdschrift Glamour. Ook heeft ze Nederland vertegenwoordigd tijdens de Internationale modellenwedstrijd Supermodel of the World van het modellenbureau Ford, die zij op 17 januari 2007 won. Haar prijs was een contract bij Ford Models ter waarde van 250.000 dollar.

## Carrière

### Modellenbureaus
Omstreeks 2011:
- Fresh Model Management
- Stockholmsgruppen Models
- Mannequin Studio
- IMG Models
- Mega Model Agency

Tot 2011:
- 2008 - 2011 Group Model Management
- 2008 - 2011 Wilma Wakker Model Management
- 2006 - 2008 Max Models

### Advertenties
- Maybelline

### Magazinecovers
- Glamour - December 2006 (Nederland)
- Style - April 2011 (Singapore)
- L'Officie - Mei 2011 (Singapore)
- Qvest- September 2011 (Duitsland)

## Portfolio
Sanne Nijhof werkte voor tijdschriften zoals Beau Monde, Glamour, ELLE en Marie Claire, liep shows voor onder andere Tommy Hilfiger en werkte als model voor Maybelline en Swarovski.